# Водзін-Окупники
Водзін-Окупники (пол. Wodzin-Okupniki) — село в Польщі, у гміні Тушин Лодзький-Східного повіту Лодзинського воєводства.